# Isola Serpentara
L'isola Serpentara è una piccola isola situata 4 km a sud-est della Sardegna. La superficie è di 34 ettari ed è disabitata. Dipende amministrativamente dal comune di Villasimius (provincia del Sud Sardegna). Le rocce dell'isola sono granitiche ed il nome deriva dalla forma della costa orientale, che ricorda un serpente. Sul punto più alto dell'isola (54 m s.l.m.) si trova la torre di San Luigi, usata durante la dominazione spagnola per l'avvistamento delle navi saracene che infestavano le coste del Sarrabus. Nella parte settentrionale dell'isola vi sono grandi scogli chiamati Variglioni.
L'isola è un biotopo, appartenente alla lista dei siti di interesse comunitario ed è all'interno dell'area naturale marina protetta Capo Carbonara, a cui è proibito l'accesso alle imbarcazioni a motore a pescaggio elevato. Anche a causa di questo, diversi tentativi di vendere l'isola sono andati a vuoto.
Nel settembre del 2019, l'isola è stata acquistata per 600 000 euro dall'imprenditore romano Fabio Sbianchi 

## Galleria d'immagini

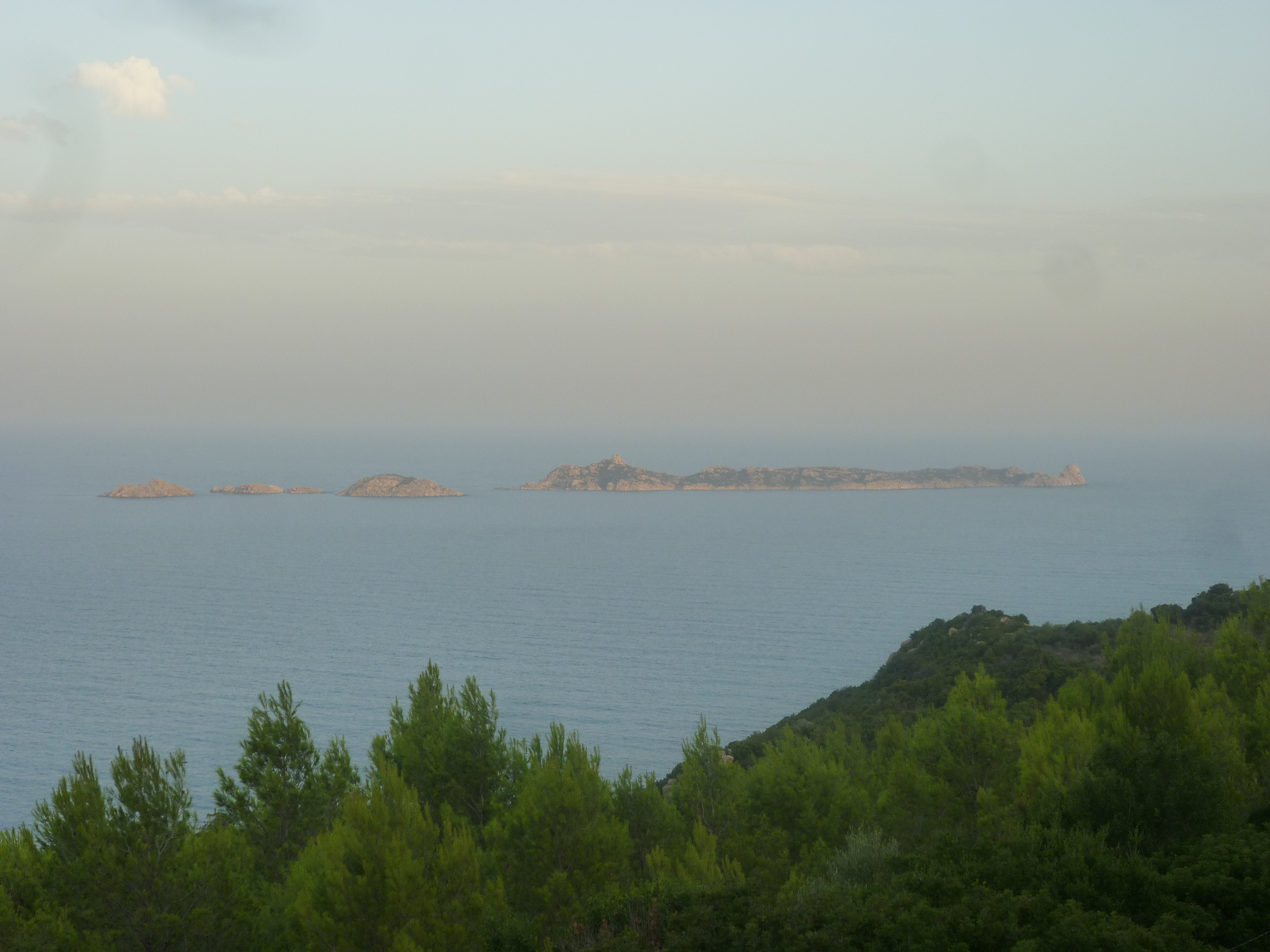
Isola Serpentara vista dalla costa
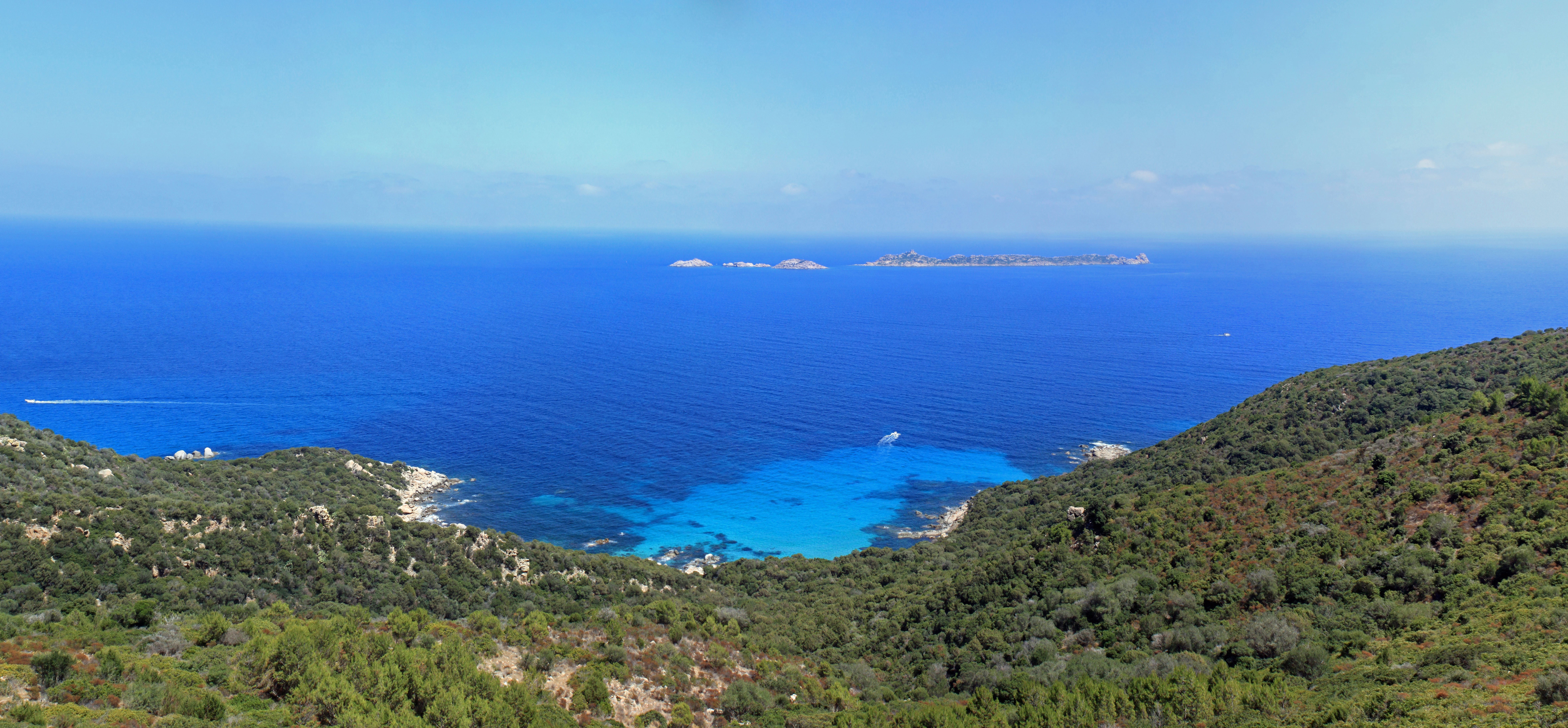